# Lancaster County, South Carolina
Lancaster County är ett administrativt område i delstaten South Carolina, USA. År 2010 hade countyt 76 652 invånare. Den administrativa huvudorten (county seat) är Lancaster. 

## Geografi
Enligt United States Census Bureau så har countyt en total area på 1 437 km². 1 422 km² av den arean är land och 16 km² är vatten. 

### Angränsande countyn
- Union County, North Carolina - nord
- Chesterfield County, South Carolina - öst
- Kershaw County, South Carolina - syd
- Fairfield County, South Carolina - sydväst
- York County, South Carolina - väst
- Chester County, South Carolina - väst
- Mecklenburg County, North Carolina - nordväst